# Équipe d'Australie de hockey sur gazon
Cet article traite de l'équipe masculine. Pour l'équipe féminine, voir Équipe d'Australie féminine de hockey sur gazon.
Maillots
L'équipe d'Australie de hockey sur gazon est l'équipe nationale qui représente l'Australie  lors des compétitions internationales masculines de hockey sur gazon, sous l'égide de Hockey Australia. Elle consiste en une sélection des meilleurs joueurs australiens.

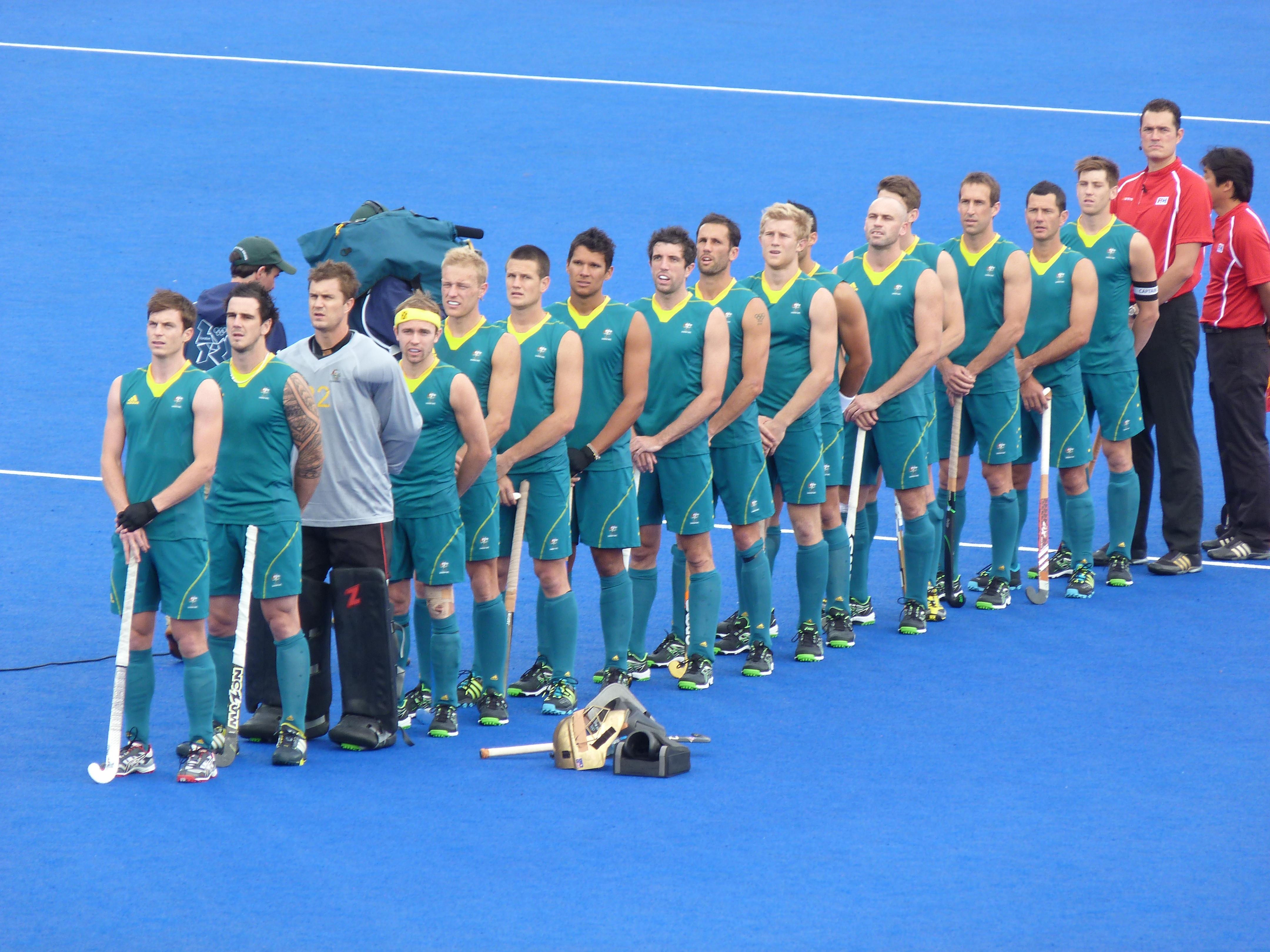
Australie aux Jeux olympiques d'été de 2012.

L'équipe d'Australie a gagné 1 fois les jeux olympiques, 3 fois la coupe du monde et 13 fois le Champions Trophy.

## Palmarès
| Jeux olympiques - 1956 : 5e - 1960 : 6e - 1964 : 3e - 1968 : 2e - 1972 : 5e - 1976 : 2e - 1984 : 4e - 1988 : 4e - 1992 : 2e - 1996 : 3e - 2000 : 3e - 2004 : 1er - 2008 : 3e - 2012 : 3e - 2016 : 6e - 2020 : 2e - 2024 : 6e |  | Coupe du monde - 1971 : 8e - 1975 : 5e - 1978 : 3e - 1982 : 3e - 1986 : 1er - 1990 : 3e - 1994 : 3e - 1998 : 4e - 2002 : 2e - 2006 : 2e - 2010 : 1er - 2014 : 1er - 2018 : 3e - 2023 : 4e - 2026 : Qualifiée |  | Ligue mondiale - 2012-2014 : 4e - 2014-2015 : 1er - 2016-2017 : 1er Ligue professionnelle - 2019 : 1er - 2020-2021 : 2e - 2022-2023 : 7e - 2023-2024 : 1er |  | Champions Trophy - 1978 : 2e - 1980 : 3e - 1981 : 2e - 1982 : 2e - 1983 : 1er - 1984 : 1er - 1985 : 1er - 1986 : 2e - 1987 : 3e - 1988 : 3e - 1989 : 1er - 1990 : 1er - 1991 : 4e - 1992 : 2e - 1993 : 1er - 1994 : 4e - 1995 : 2e - 1996 : 6e - 1997 : 2e - 1998 : 3e - 1999 : 1er - 2000 : 5e - 2001 : 2e - 2002 : 5e - 2003 : 2e - 2004 : boycott - 2005 : 1er - 2006 : 4e - 2007 : 2e - 2008 : 1er - 2009 : 1er - 2010 : 1er - 2011 : 1er - 2012 : 1er - 2014 : 3e - 2016 : 1er - 2018 : 1er |